# Volontariat MEP
Le Volontariat MEP, ou Service de Volontariat des Missions Étrangères de Paris, est un service de volontariat proposé aux jeunes étudiants ou professionnels de l'Église catholique en France pour les Églises d'Asie et de l'océan Indien.
Fondé en 2003, le programme envoie aujourd'hui environ 150 volontaires par année.

## Fonctionnement
Le programme de volontariat des Missions étrangères de Paris offre à des jeunes entre 20 et 30 ans de partir entre trois mois et deux ans au service des Églises et des peuples d'Asie et de l'océan Indien.
Les missions confiées aux volontaires sont très diversifiées, principalement : 
- Enseignement (français, anglais, allemand, mais aussi mécanique ou informatique)
- Animation (aumônerie pour francophones ou anglophones, foyers de lycéens ou d'étudiants, centres pour handicapés ou pour enfants de la rue, personnes âgées)
- Soins (lépreux, tuberculeux, personnes âgées, malades du Sida)
- Gestion (comptabilité de diocèses, conduite de projets dans des ONG, projets de développement ruraux, chantiers de construction)[2]

Comme les missionnaires avant eux, les volontaires ne choisissent pas leur mission, ils la reçoivent. Ceci est le premier pas vers le service envers son prochain.
Les volontaires ont le choix de partir sous deux statuts :
- mission de 3 à 11 mois :  Volontariat de mission de solidarité où le volontaire prend en charge ses frais hormis le logement et la nourriture sur place;
- mission de 1 à 2 ans : Volontariat de solidarité internationale où les frais de mission sont pris en charge par l’association sous certaines conditions grâce au partenariat avec la Guilde européenne du Raid agréée par l’état français.
Le programme de volontariat, parmi les premiers en son genre, attire de jeunes de nombreuses régions de France.
Au delà de leur mission, les volontaires sont accueillis dans des communautés locales (associations, communautés religieuses, écoles, dispensaires, villages, paroisses etc.). Ils partagent leur quotidien, dans des conditions de vie modestes mais justes.

## Inspiration
L'engagement des laïcs au sein des Missions Étrangères de Paris existe dès ses origines, et même s'il a pu causer des difficultés de gestion, les chapitres fondateurs en présence de Pierre Lambert de La Motte et François Pallu insistent sur la nécessité de former les catéchistes et les chrétiens afin de pouvoir avoir une Église stable qui s'appuie sur les laïcs.
Cette inspiration a reçu un nouveau souffle avec la création du programme de volontariat au XXIe siècle.

### L'alliance par l'ouverture et le service d'autres peuples et cultures
La première préoccupation du programme de volontariat est l'ouverture à une nouvelle culture et le service d'un peuple. Il s'agit ainsi de continuer le « pont déjà commencé » entre la France et l'Asie que les premiers missionnaires avaient à cœur.
Face à la mondialisation et au développement du tourisme de masse, il s'agit donc de confier des missions de longue durée à des jeunes pour permettre de nouer des relations humaines fortes comme une « alliance » par le défi du dialogue quotidien .

### La radicalité évangélique de la jeunesse
L'entreprise du volontariat correspond à un désir de la jeunesse chrétienne au XXIe siècle de renouer avec la radicalité évangélique. Il s'agit d'« approfondir sa conscience de disciple du Christ au contact d'une culture éloignée et faire bénéficier de cette expérience » dans son Église locale.
Pour le supérieur des Missions Étrangères de Paris à l'époque du lancement, Georges Colomb, il s'agit d'être fidèle à la radicalité évangélique annoncée par Jésus-Christ, dans son appel à ses disciples[source insuffisante]:

« Allez, de toutes les nations faites des disciples ! (Mt 28, 19) »

### Lamartyria, dimension de témoignage
La vie avec des missionnaires, des prêtres et des religieuses autochtones, des chrétiens d'Asie et de l'océan Indien, constitue dans l'expérience des volontaires la dimension de témoignage, la martyria. Les échanges, le partage de la vie commune et la prière quotidienne permettent une meilleure connaissance de la vie missionnaire. En ce sens, le volontariat a été pour de nombreux jeunes un lieu d'éveil vocationnel.

## Reconnaissance
Le programme de volontariat des Missions Étrangères de Paris s'inscrit dans une dynamique plus large de l'Église catholique au XXIe siècle qui a vu de nombreuses initiatives émaner de la jeunesse pour le service des pauvres et la mission. Cette dynamique a reçu une reconnaissance officielle du pape Benoît XVI en 2005:

« Un phénomène important de notre temps est l’apparition et l’expansion de diverses formes de bénévolat, qui prennent en charge une multiplicité de services. Je voudrais ici adresser une parole de reconnaissance et de remerciement à tous ceux qui participent, d’une manière ou d’une autre, à de telles activités. Le développement d’un pareil engagement représente pour les jeunes une école de vie qui éduque à la solidarité, à la disponibilité, en vue de donner non pas simplement quelque chose, mais de se donner soi-même. À l’anti-culture de la mort, qui s’exprime par exemple dans la drogue, s’oppose ainsi l’amour qui ne se recherche pas lui-même, mais qui, précisément en étant disponible à «se perdre» pour l’autre (cf. Lc 17, 33 et par.), se révèle comme culture de la vie. »

— Benoît XVI, Deus Caritas Est

## Liens

#### Vidéos
- Compte Youtube du Volontariat MEP, qui propose de nombreux reportages sur les volontaires MEP
- Bande annonce d'Into The Deep, le film-documentaire du Volontariat MEP, réalisé par Damien Boyer - Sortie Octobre 2019
- La web série : La Route de la foi, série de mini-documentaires sur les missions des Volontaires MEP
- La web série : La Joie de la Mission, série d'interviews de volontaires MEP